# 丁进勇
丁进勇（發音：[ʔɗïŋ˧˧ tiən˧˦ zʊwŋ͡m˦ˀ˥]；1961年5月10日—），1987年1月5日加入越南共产党，经济财政学学士、管理学硕士。越南政治人物。曾任越共中央政治局委员、河内市委书记等职务。

## 生平
2008年7月，丁进勇出任越共奠边省委副书记、省人民委员会主席。2010年，升任越共宁平省委书记，并于次年当选为第十一屆越南共產黨中央委員會委員。
2011年8月2日，越南第十三届国会第一次会议任命丁进勇为越南审计署署长。2013年，改任越南财政部部长。
2021年1月，在越南共產黨第十三次全國代表大會上当选为新一届政治局委员。同年4月，改任越共河内市委书记。
2024年6月19日，越共中央政治局和中央书记处以丁进勇担任财政部党组书记、部长期间，部门发生诸多违规行为，批准其辞去越共中央政治局委员和河内市委书记职务。